# 阿尔菲亚内洛
阿尔菲亚内洛（義大利語：Alfianello），是意大利布雷西亚省的一个市镇。总面积13平方公里，人口2459人，人口密度189.2人/平方公里（2009年）。国家统计（ISTAT）代码为017004。